# Jan Kazimierz Denhoff

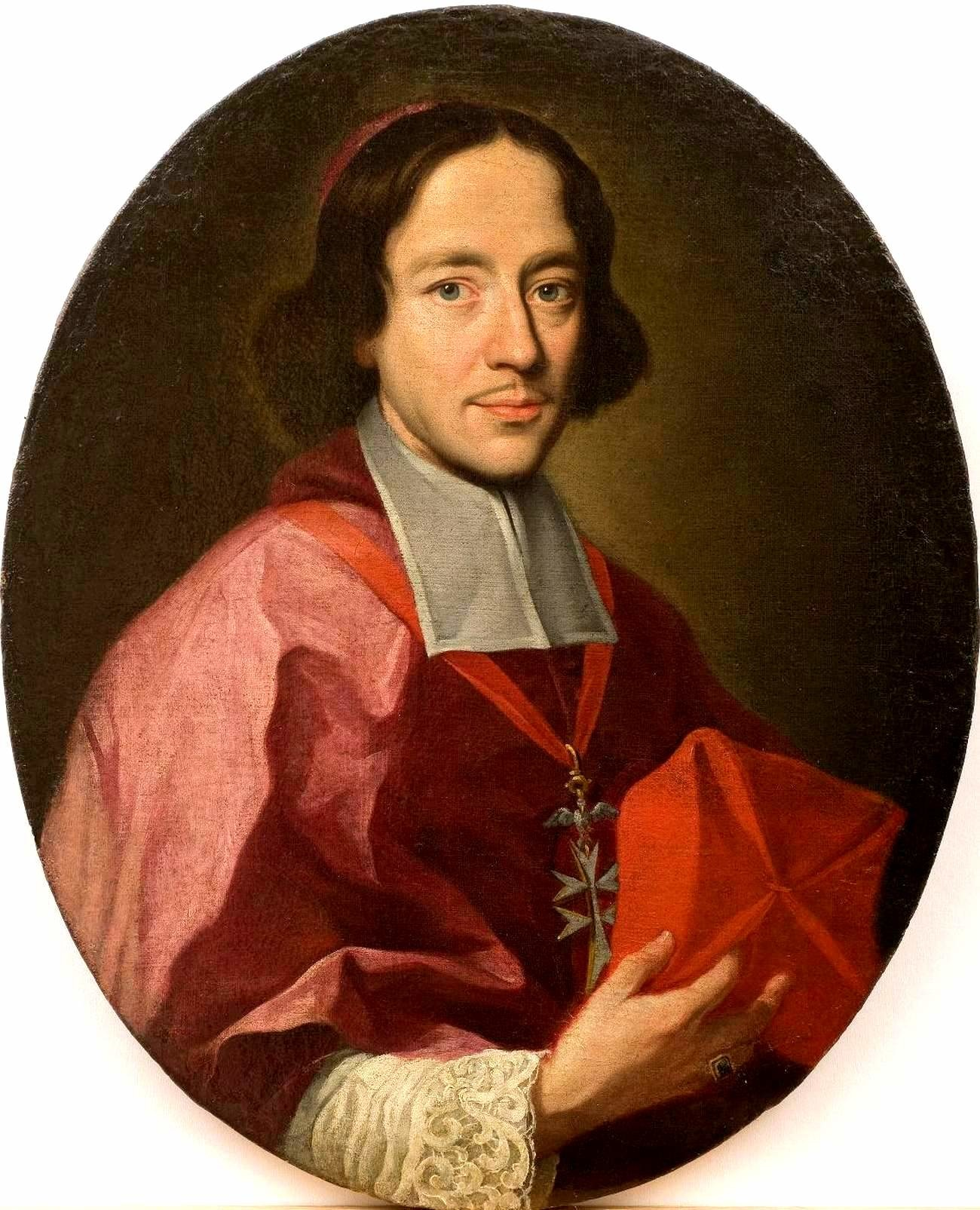
Jan Kazimierz Kardinal Denhoff (Porträt; Ölgemälde aus der Schule von Giovanni Maria Morandi, nach 1686)

Jan Kazimierz Denhoff (* 6. Juni 1649 in Warschau; † 20. Juni 1697 in Rom) war ein polnischer Kardinal, Diplomat des polnischen Königs Johann III. Sobieski und Bischof von Cesena.

## Leben

Familienwappen des Hauses Denhoff

Seine Eltern waren Theodor Denhoff und Katharina Franziska Gräfin von Besse, sein Pate war der Kardinalpriester und spätere polnische König Johann II. Kasimir.
Die Grundlage seiner Erziehung erfuhr Jan Kazimierz Denhoff auf dem Jesuitenkolleg in Pułtusk, sein Studium absolvierte er in Paris. Er war Kanoniker in Gnesen und Archediakon in Warschau, bevor er von König Johann III. Sobieski nach Rom geschickt wurde, um von Papst Innozenz XI. (1676–1689) eine aktivere Beteiligung in der Liga gegen die Türken einzufordern.
Der Papst bedachte ihn mit verschiedenen Positionen innerhalb der römischen Kurie, einschließlich des Obersten Gerichtshofs der Apostolischen Signatur. Er war Minister für Polen des Heiligen Stuhls. Papst Innozenz XI. erhob ihn im Konsistorium vom 2. September 1686 zum Kardinal, worauf er als Kardinalpriester von San Giovanni a Porta Latina installiert wurde. Am 10. November 1687 zum Bischof von Cesena bestellt, erfolgte Denhoffs Bischofsweihe am 14. Dezember 1687 durch den Kardinalbischof von Sabina, Carlo Pio di Savoia, Mitkonsekratoren waren Odoardo Cibo, Titularerzbischof von Seleucia in Isauria und Prospero Bottini, Titularerzbischof von Myra.
Kardinal Denhoff nahm an den Konklaven von 1689 und von 1691 teil.